# 香川県民歌
「香川県民歌」（かがわけんみんか）は日本の都道府県の一つ、香川県が制定した県民歌である。作詞・小川楠一、作曲・田口寛、編曲・袴田宗孝。

## 解説
1953年（昭和28年）に「県民として誇りを自覚し、勤労と郷土愛を奮起させること」を制定意義として歌詞の公募を実施した。応募された歌詞は128編で、このうち候補に残った5名に応募作の“練り直し”を依頼して14編で最終選考を行い、丸亀市立城北小学校（制定時に現職であった金子正則知事の母校）の校長を務める野田弘（ペンネーム・小川楠一）の応募作が選ばれた。最終候補の中には、1939年（昭和14年）に発売されたヒット曲『愛馬進軍歌』の作詞者として知られる詩人の久保井信夫（1906年 - 1975年）が応募した作品も含まれていた。歌詞の選定後、県内の音楽家15名にコンペティション方式で作曲を依頼し、香川大学教授の田口寛が作曲した応募作が選ばれた。
こうして完成した曲は1954年（昭和29年）1月30日に制定され、発表会が開催された。この発表会の様子について『四国新聞』は「高らかに県民歌 沸き上がる郷土愛」の見出しで2面を使い大きく報じている。9月には日本マーキュリーから西村正美の歌唱によりSPレコードが発売された。
他の県民歌に比較して歌詞で地域の名所を讃える表現が控えめになっていることに関しては「県全体を意識してあえて地域性が出ないようにしたのではないか。歌い継がれることを願いバランスを考えたのだろう」との評があり、昭和初期まで瀬戸内海に面した海岸沿いに塩田が広がっていたことを表わす2番の「塩焼く浜」に県の歴史と文化を語り継ぐ意図が込められているのではないかとされる。
他の都道府県民歌の多くと同様に本曲も制定から長い年月を経て演奏機会の減少と共に県民の認知度が低下しており、県では若い世代への曲の継承を念頭にDVDおよびCDを作成して県内の学校に配布している。